# Рябцев Володимир Олександрович
Володи́мир Олекса́ндрович Ря́бцев (16 (28) травня 1880, Санкт-Петербург — 27 листопада 1945, Москва) — російський артист балету, балетмейстер і педагог-хореограф. Заслужений артист РРФСР (1923), заслужений діяч мистецтв РРФСР (1934). 1926/1927 років працював у театрах Харкова і Києва.

## Життєпис
1890—1898 — навчався в Московському театральному училищі (викладачі — І. О. Єрмолов і В. Д. Тихомирова).
З 1 вересня 1998 вступив до кордебалету Большого театру в Москві. Сольний дебют відбувся 1900 року в партії Кота в балеті «Спляча красуня». Виступав в ролях характерних і мімічних. Мав невеликий зріст і був дуже рухливим у танці. Створював реалістичні образи, виступав у водевілях.
Як балетмейстер з 1908 року працював у театрі мініатюр «Летучая мышь», а в 1910—1917 — в театрі К. М. Незлобіна. В Большому театрі поставив «Войовничий танець», «Петрушка» (1921), «Арлекінада», «Карнавал» (1924).

## Робота в Україні
1926 року було створено Об'єднання українських державних оперних театрів Києва, Харкова й Одеси. Для розвитку балетної школи в республіці були запрошені з Москви визначні хореографи Л. Жуков, В. Рябцев та К. Голейзовський. В. Рябцев працював в сезоні 1926—1927 років головним балемейстером Харківського АТОБ. Також здійснював постановки в Київському театрі опери та балету. Серед його робіт:
Харківський АТОБ
- 1926 — «Горбоконик» Чезаре Пуньї
- 1927 — «Корсар» Адольфа Адана (спільно з Асафом Мессесером)

Київський театр опери і балету
- 1927 — «Горбоконик» Ч. Пуньї
- 1927 — «Корсар» А. Адана (спільно з Мессерером)
- 1927 — «Марна пересторога» П. Гертеля
- 1927 — «Коппелія» Л. Деліба (Коппеліуса грав сам Рябцев, а Свавільду — Валентина Переяславець)[1]